# Elecciones municipales del Callao de 2002
Las elecciones municipales del Callao de 2002 se llevaron a cabo el 17 de noviembre de 2002 para elegir al alcalde y al Concejo Provincial del Callao. La elección se celebró simultáneamente con elecciones regionales y municipales (provinciales y distritales) en todo el Perú.

## Sistema electoral
La Municipalidad Provincial del Callao es el órgano administrativo y de gobierno de la Provincia Constitucional del Callao. Está compuesta por el alcalde y el Concejo Provincial.
La votación del alcalde y el concejo se realiza en base al sufragio universal, que comprende a todos los ciudadanos nacionales y no nacionales mayores de dieciocho años, empadronados y residentes en la provincia del Callao y en pleno goce de sus derechos políticos.
El Concejo Provincial del Callao está compuesto por 15 regidores elegidos por sufragio directo para un período de cuatro (4) años, en forma conjunta con la elección del alcalde (quien lo preside). La votación es por lista cerrada y bloqueada. Se asigna a la lista ganadora los escaños según el método d'Hondt o la mitad más uno, lo que más le favorezca.

## Composición del Concejo Provincial del Callao
La siguiente tabla muestra la composición del Concejo Provincial del Callao antes de las elecciones.
| Partidos | Partidos                               | Regidores |
| -------- | -------------------------------------- | --------- |
|          | Lista Independiente Chimpum - Callao   | 12        |
|          | Movimiento Independiente Vamos Vecino  | 2         |
|          | Lista Independiente Conciencia Chalaca | 1         |

## Partidos y candidatos
A continuación se muestra una lista de los principales partidos y alianzas electorales que participaron en las elecciones:
| Candidatura | Candidatura     | Partidos y alianzas | Candidatos | Candidatos               | Ideología                                                         | Resultado previo | Resultado previo | Ref. |
| Candidatura | Candidatura     | Partidos y alianzas | Candidatos | Candidatos               | Ideología                                                         | Votos (%)        | Reg.             | Ref. |
| ----------- | --------------- | --- | ---------- | ------------------------ | ----------------------------------------------------------------- | ---------------- | ---------------- | ---- |
|             | APRA            | Lista - Partido Aprista Peruano (APRA) |            | Raúl Vizcardo Otazo      | Aprismo                                                           | 5.09%            | 0                |      |
|             | UPP             | Lista - Agrupación Independiente Unión por el Perú - Frente Amplio (UPP)                                                                    |            | María Enciso Martínez    | Socioliberalismo Progresismo Socialdemocracia                     | 2.50%            | 0                |      |
|             | UN              | Lista - Unidad Nacional (UN) – Partido Popular Cristiano (PPC) – Solidaridad Nacional (SN) – Renovación Nacional (RN) – Cambio Radical (CR) |            | Luis Mellet Castillo     | Democracia cristiana Conservadurismo Neoliberalismo               | Nuevo            | Nuevo            |      |
|             | PP              | Lista - Perú Posible (PP) |            | Raúl Enríquez Hurtado    | Socioliberalismo Democracia liberal Tercera vía                   | Nuevo            | Nuevo            |      |
|             | SP              | Lista - Somos Perú (SP) |            | Jorge Labarthe Flores    | Democracia cristiana Conservadurismo social Liberalismo económico | Nuevo            | Nuevo            |      |
|             | MNI             | Lista - Movimiento Nueva Izquierda (MNI) |            | Manuel Romero Soto       | Socialismo democrático Marxismo-leninismo Mariateguismo           | Nuevo            | Nuevo            |      |
|             | FD              | Lista - Fuerza Democrática (FD) |            | Ricardo Sánchez Carlessi | Reformismo                                                        | Nuevo            | Nuevo            |      |
|             | MAPU            | Lista - Movimiento Amplio País Unido (MAPU)                                                                                                 |            | Javier Orellana Vilela   |                                                                   | Nuevo            | Nuevo            |      |
|             | Chim Pum Callao | Lista - Movimiento Político Independiente Chim Pum Callao (Chim Pum Callao)                                                                 |            | Alexander Kouri Bumachar | Regionalismo chalaco                                              | Nuevo            | Nuevo            |      |
|             | Mi Callao       | Lista - Movimiento Independiente Callao (Mi Callao)                                                                                         |            | Óscar Miranda Valencia   | Regionalismo chalaco                                              | Nuevo            | Nuevo            |      |
|             | JxC             | Lista - Movimiento Independiente Juntos por el Callao (JxC)                                                                                 |            | Juana López Trucios      | Regionalismo chalaco                                              | Nuevo            | Nuevo            |      |

## Resultados

### Sumario general
|                        |                                                                     |              |              |              |           |           |  |  |
| Partidos y coaliciones | Partidos y coaliciones                                              | Voto popular | Voto popular | Voto popular | Regidores | Regidores |  |  |
| Partidos y coaliciones | Partidos y coaliciones                                              | Votos        | %            | ±pp          | Total     | +/−       |  |  |
|                        | Movimiento Político Independiente Chim Pum Callao (Chim Pum Callao) | 112,264      | 30.76        | Nuevo        | 9         | +9        |  |  |
|                        | Partido Aprista Peruano (APRA)                                      | 86,407       | 23.68        | +18.59       | 3         | +3        |  |  |
|                        | Perú Posible (PP)                                                   | 57,077       | 15.64        | Nuevo        | 2         | +2        |  |  |
|                        | Movimiento Independiente Callao (Mi Callao)                         | 31,984       | 8.76         | Nuevo        | 1         | +1        |  |  |
|                        | Unidad Nacional (UN)                                                | 25,026       | 6.86         | Nuevo        | 0         | ±0        |  |  |
|                        | Somos Perú (SP)                                                     | 19,794       | 5.42         | Nuevo        | 0         | ±0        |  |  |
|                        | Movimiento Independiente Juntos por el Callao (JxC)                 | 14,745       | 4.04         | Nuevo        | 0         | ±0        |  |  |
|                        | Movimiento Amplio País Unido (MAPU)                                 | 6,737        | 1.85         | Nuevo        | 0         | ±0        |  |  |
|                        | Fuerza Democrática (FD)                                             | 3,658        | 1.00         | Nuevo        | 0         | ±0        |  |  |
|                        | Movimiento Nueva Izquierda (MNI)                                    | 3,649        | 1.00         | Nuevo        | 0         | ±0        |  |  |
|                        | Agrupación Independiente Unión por el Perú - Frente Amplio (UPP)    | 3,598        | 0.99         | –1.51        | 0         | ±0        |  |  |
|                        |                                                                     |              |              |              |           |           |  |  |
| Total                  | Total                                                               | 364,939      |              |              | 15        | ±0        |  |  |
|                        |                                                                     |              |              |              |           |           |  |  |
| Votos válidos          | Votos válidos                                                       | 364,939      | 85.89        | –4.00        |           |           |  |  |
| Votos en blanco        | Votos en blanco                                                     | 27,806       | 6.54         | +1.64        |           |           |  |  |
| Votos nulos            | Votos nulos                                                         | 32,138       | 7.56         | +2.34        |           |           |  |  |
| Votos emitidos         | Votos emitidos                                                      | 424,883      | 84.52        | +4.44        |           |           |  |  |
| Abstenciones           | Abstenciones                                                        | 77,791       | 15.48        | –4.44        |           |           |  |  |
| Votantes registrados   | Votantes registrados                                                | 502,674      |              |              |           |           |  |  |
|                        |                                                                     |              |              |              |           |           |  |  |
| Fuente:                |                                                                     |              |              |              |           |           |  |  |

## Elecciones municipales distritales

### Resultados por distrito
La siguiente tabla enumera el control de los distritos de la provincia del Callao. El cambio de mando de una organización política se resalta del color de ese partido.
| Distrito                   | Alcalde(sa) titular       | Partido político | Partido político | Alcalde(sa) electo(a)  | Partido político | Partido político                |
| -------------------------- | ------------------------- | ---------------- | ---------------- | ---------------------- | ---------------- | ------------------------------- |
| Bellavista                 | Juan Sotomayor García     |                  | Chimpum - Callao | Juan Sotomayor García  |                  | Chim Pum Callao                 |
| Carmen de La Legua-Reynoso | Félix Moreno Caballero    |                  | Chimpum - Callao | Félix Moreno Caballero |                  | Chim Pum Callao                 |
| La Perla                   | Víctor Albrecht Rodríguez |                  | Chimpum - Callao | Pedro López Barrios    |                  | Movimiento Independiente Callao |
| La Punta                   | Pío Salazar Villarán      |                  | Chimpum - Callao | Wilfredo Duharte Gadea |                  | Viva La Punta                   |
| Ventanilla                 | Víctor Portilla Flores    |                  | Vamos Vecino     | Juan López Alava       |                  | Partido Aprista Peruano         |